# Svobodni Mir
Svobodni Mir (del ruso: Свободный Мир) es un jútor del raión de Mostovskói del krai de Krasnodar, en el sur de Rusia. Está situado en la orilla izquierda del río Labá (a la altura de la unión del Bolshaya Labá y el Málaya Labá), de la cuenca del Kubán, 15 km al sur de Mostovskói y 170 km al sureste de Krasnodar, la capital del krai. Tenía 180 habitantes en 2010.
Pertenece al municipio Perepravnenskoye.